# Who You Are
Who You Are er debut-albummet fra den britiske singer-songwriter, Jessie J. Det blev udgivet i England den 25. februar 2011, hvilket er en hel måned før den oprindelig dato. Dette var på grund af den overvældende interesse fra fansene. To singler blev udsendt inden albummet, debutsinglen "Do It Like a Dude" og "Price Tag", hvor sidstnævnte også inkluderer et vers med den amerikanske rapper B.o.B.

## Spor
| Who You Are | Who You Are                   | Who You Are                                                     | Who You Are                         | Who You Are | Who You Are | Who You Are | Who You Are | Who You Are | Who You Are |
| #           | Titel                         | Sangskriver(e)                                                  | Producer                            | Længde      |             |             |             |             |             |
| ----------- | ----------------------------- | --------------------------------------------------------------- | ----------------------------------- | ----------- | ----------- | ----------- | ----------- | ----------- | ----------- |
| 1.          | "Price Tag" (featuring B.o.B) | J.Cornish, B.R.Simmons, C.Kelly, L.Gottwald                     | Dr. Luke                            | 3:41        |             |             |             |             |             |
| 2.          | "Nobody’s Perfect"            | J.Cornish, C.Kelly, Briss                                       |                                     | 4:18        |             |             |             |             |             |
| 3.          | "Abracadabra"                 | J.Cornish, C.Kelly, L.Gottwald                                  | Dr. Luke                            | 3:51        |             |             |             |             |             |
| 4.          | "Big White Room"              | J.Cornish, S.Agha                                               |                                     | 5:30        |             |             |             |             |             |
| 5.          | "Casualty of Love"            | J.Cornish, M.Kleveland, F.Fleurimond, N.Walker                  | Martin K                            | 3:55        |             |             |             |             |             |
| 6.          | "Rainbow"                     | J.Cornish, KC Livingston, Little Eddie, Oak                     | Oak                                 | 3:06        |             |             |             |             |             |
| 7.          | "Who's Laughing Now"          | J.Cornish                                                       |                                     | 3:55        |             |             |             |             |             |
| 8.          | "Do It Like a Dude"           | J.Cornish, G.Astasio, J.Pebworth, J.Shave, K.Abrahams, P.Ighile | Parker and James, The Invisible Men | 3:15        |             |             |             |             |             |
| 9.          | "Mamma Knows Best"            | J.Cornish, Baby Ash                                             |                                     | 3:15        |             |             |             |             |             |
| 10.         | "L.O.V.E."                    | J.Cornish                                                       |                                     | 3:51        |             |             |             |             |             |
| 11.         | "Stand Up"                    | J.Cornish, K-Gee                                                |                                     | 3:27        |             |             |             |             |             |
| 12.         | "I Need This"                 | J.Cornish, W.Felder, C.Brown, R.Allen                           |                                     | 4:21        |             |             |             |             |             |
| 13.         | "Who You Are"                 | J.Cornish, T.Gad, S.Peiken                                      |                                     | 3:52        |             |             |             |             |             |
| 50:17       |                               |                                                                 |                                     |             |             |             |             |             |             |